# Kloster Montheron
Das Kloster Montheron (Beiname Thela) ist eine ehemalige Zisterzienserabtei im Kanton Waadt in der Schweiz. Es liegt im zur Stadt Lausanne gehörenden Weiler Montheron.

## Geschichte
Das Kloster wurde um das Jahr 1126 von Bischof Gerold (Girard) von Faucigny gestiftet, aber erst um 1135 vom Kloster Bellevaux in der Franche-Comté in Frankreich besetzt. Damit gehörte es der Filiation der Primarabtei Morimond an. Das zunächst auf dem Jorat errichtete Kloster wurde bald an das Ufer des Flusses Talent verlegt, von dessen Alternativbezeichnung Thielle (Zihl) der Beiname Thela herrührt. Zu dem Kloster gehörten unter anderen die Grangien Jorat, Aillerens und Pailly sowie das Gut Clos de Sadex bei Prangins. Das Kloster fand mit der Einführung der Reformation durch den Kanton Bern im Jahr 1536 sein Ende, verfiel darauf und wurde als Steinbruch benutzt. Beim späteren Ausbau des Klosterbezirks wurde durch die Klosterkirche eine Strasse gelegt. Die reformierte Kirche von Montheron der Église Évangélique Réformée du canton de Vaud entstand aus dem südlichen Querschiff der Klosterkirche, errichtet auf den Mauern des Kapitelsaals. Von 1928 bis 1930 und 1975/1976 wurden Ausgrabungen durchgeführt.

## Bauten und Anlage
Reste des Kapitelsaals im früheren Ostflügel des Klosters sind noch im Unterbau der reformierten Kirche von 1590 bis 1592, die später mehrfach verändert wurde, erhalten. Die dreischiffige, dreijochige Klosterkirche war eine kreuzförmige Anlage nach bernhardinischem Plan mit halbrund geschlossenem Chor und je zwei von Apsiden geschlossenen Seitenkapellen auf beiden Seiten des Querhauses. Die Klausur lag südlich (rechts) von der Kirche. Das benachbarte Wirtshaus ist die ehemalige Abtswohnung und bewahrt spätgotische Reste.